# Sierra de Luna
Sierra de Luna es un municipio español del partido judicial de Ejea de los Caballeros, provincia de Zaragoza. Pertenece a la comarca de las Cinco Villas, en la comunidad autónoma de Aragón.

## Geografía
El término municipal de Sierra de Luna linda por el norte con el de Luna, por el este con Las Pedrosas, por el sur con Zuera y Castejón de Valdejasa, por el oeste linda con Castejón de Valdejasa.
Está regado por la acequia de Sora, con aguas procedentes del embalse de Yesa a través del canal de las Bardenas. Carece de cursos de agua permanentes.
Debido a que Sierra de Luna, al igual que Valpalmas, fue hasta el primer tercio del siglo XIX una aldea dependiente de Luna, los montes comunales que existían en el término de Luna siguieron pudiendo ser utilizados por los habitantes de Sierra de Luna, aun cuando siguen en término de Luna. Por ese motivo en noviembre de 1956 se constituyó la Junta Administrativa de la Comunidad de Montes de Luna, Sierra de Luna y Valpalmas.

## Demografía
Sierra de Luna cuenta con una población de 259 habitantes (INE 2024).
| Gráfica de evolución demográfica de Sierra de Luna entre 1842 y 2021                                                |
| |
| Población de derecho según los censos de población del INE Población de hecho según los censos de población del INE |

## Administración y política
| Período   | Alcalde                   | Partido |  |
| --------- | ------------------------- | ------- |  |
| 1979-1983 | José María Aranda Aranda  | UCD     |  |
| 1983-1987 |                           |         |  |
| 1987-1991 |                           |         |  |
| 1991-1995 |                           |         |  |
| 1995-1999 | Pedro Naudín              | PAR     |  |
| 1999-2003 | Pedro Naudín              | PAR     |  |
| 2003-2007 | Pedro Naudín              | PAR     |  |
| 2007-2011 | José Manuel Barón García  | PAR     |  |
| 2011-2015 | María Luisa Naudín Lambán | PAR     |  |
| 2015-2019 | María Luisa Naudín Lambán | PAR     |  |
| 2019-2023 | María Luisa Naudín Lambán | PAR     |  |

| Partido político    | Partido político                                   | 2003   | 2007   | 2011   | 2015   | 2019   |
| Partido político    | Partido político                                   | Ediles | Ediles | Ediles | Ediles | Ediles |
|                     | Partido Aragonés (PAR)                             | 5      | 5      | 7      | 7      | 7      |
|                     | Partido de los Socialistas de Aragón (PSOE-Aragón) | 2      | 2      | 0      | 0      | —      |
|                     | Partido Popular de Aragón (PP)                     | —      | 0      | 0      | 0      | —      |
| Total de concejales | Total de concejales                                | 7      | 7      | 7      | 7      | 7      |

## Cultura

### Patrimonio
- Iglesia parroquial de Santa Águeda, del siglo XVII, con retablos de los siglos XVI a XVIII.

En el año 2004 se localizaron en el municipio icnitas (huellas fosilizadas) de mamíferos vertebrados datadas de la Era Terciaria. En el año 2005 fueron localizadas nuevas icnitas en las proximidades de las anteriormente descubiertas. Se confirmaron las dataciones anteriores, de 20 millones de años de antigüedad. En total existen unas cien.

### Fiestas
- 20 de enero: San Sebastián.
- 5 de febrero: Santa Águeda.
- 29 de abril: San Pedro Mártir de Verona.
- 1 de mayo: Romería al santuario de la Virgen de Monlora.
- Primer fin de semana de agosto: Fiestas patronales en honor del Santo Cristo. Anteriormente está festividad se celebraba el 14 de septiembre.

### Curiosidades
Hay un conocido pasodoble (normalmente se confunde con una jota), del que habitualmente nadie recuerda el nombre, pero sí sus primeras estrofas, que dicen que 

El Ebro guarda silencio,
al pasar por el Pilar
la Virgen está dormida
la Virgen está dormida,
no la quiere despertar.

En realidad se llama Sierra de Luna, y habla de un arriero que transporta a Zaragoza trigo de la comarca de las Cinco Villas. Ha sido interpretada por diversos cantantes, de los más variados estilos, entre ellos Manolo Escobar o Rosita Ferrer (esta canción fue la que le permitió el despegue de su carrera artística), y es una de las canciones habituales en el repertorio de grupos folklóricos aragoneses. El autor es Francisco García de Val (más conocido como Francisco de Val), quien estuvo vinculado a la localidad de Sierra de Luna.
La estrofa en la que se menciona al pueblo es la siguiente:

Con trigo de cinco villas
viene de Sierra de Luna
y en los collerones llevan
campanas, campanas,

campanas las cinco mulas.

## Personas destacadas
- José Antonio Conde Lafuente (1961), poeta.[13]